# George Granville

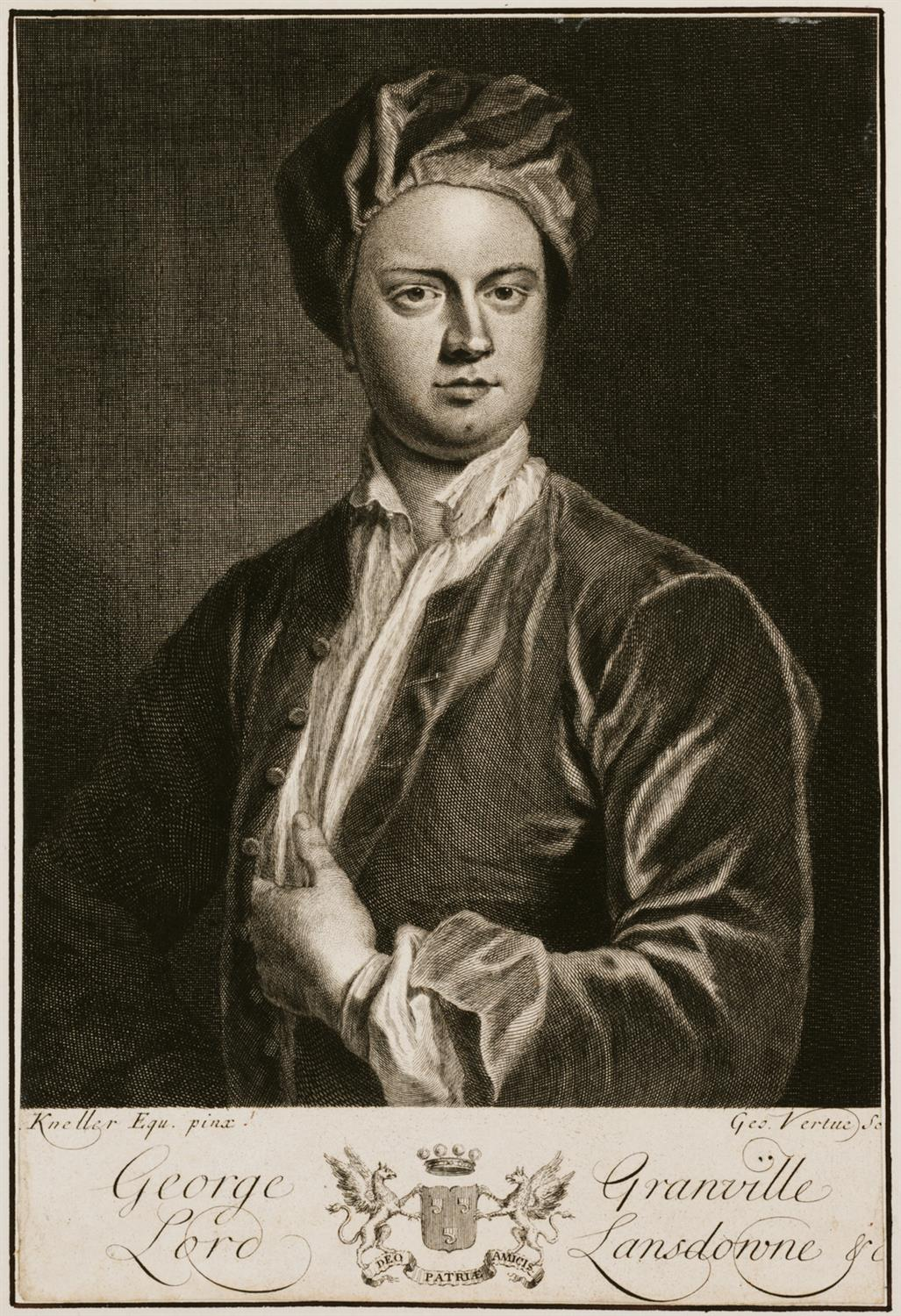
George Granville.

George Granville (9 de marzo de 1666– 29 de enero de 1735) fue un político y poeta británico. Nombrado primer Barón de Lansdowne y que sirvió como Consejero Privado del Reino Unido desde 1712.
Granville era nieto de Bevil Grenville, uno de los comandantes de las fuerzas realistas en la Guerra Civil Inglesa. Su tío era John Granville, primer conde de Bath y también estaba emparentado con George Monck; todas estas influencias aseguraron a Granville un puesto en la cámara como Tory y jacobita.
- Datos: Q1034543
- Multimedia: George Granville Lansdowne / Q1034543